# Acequia Real de Moncada

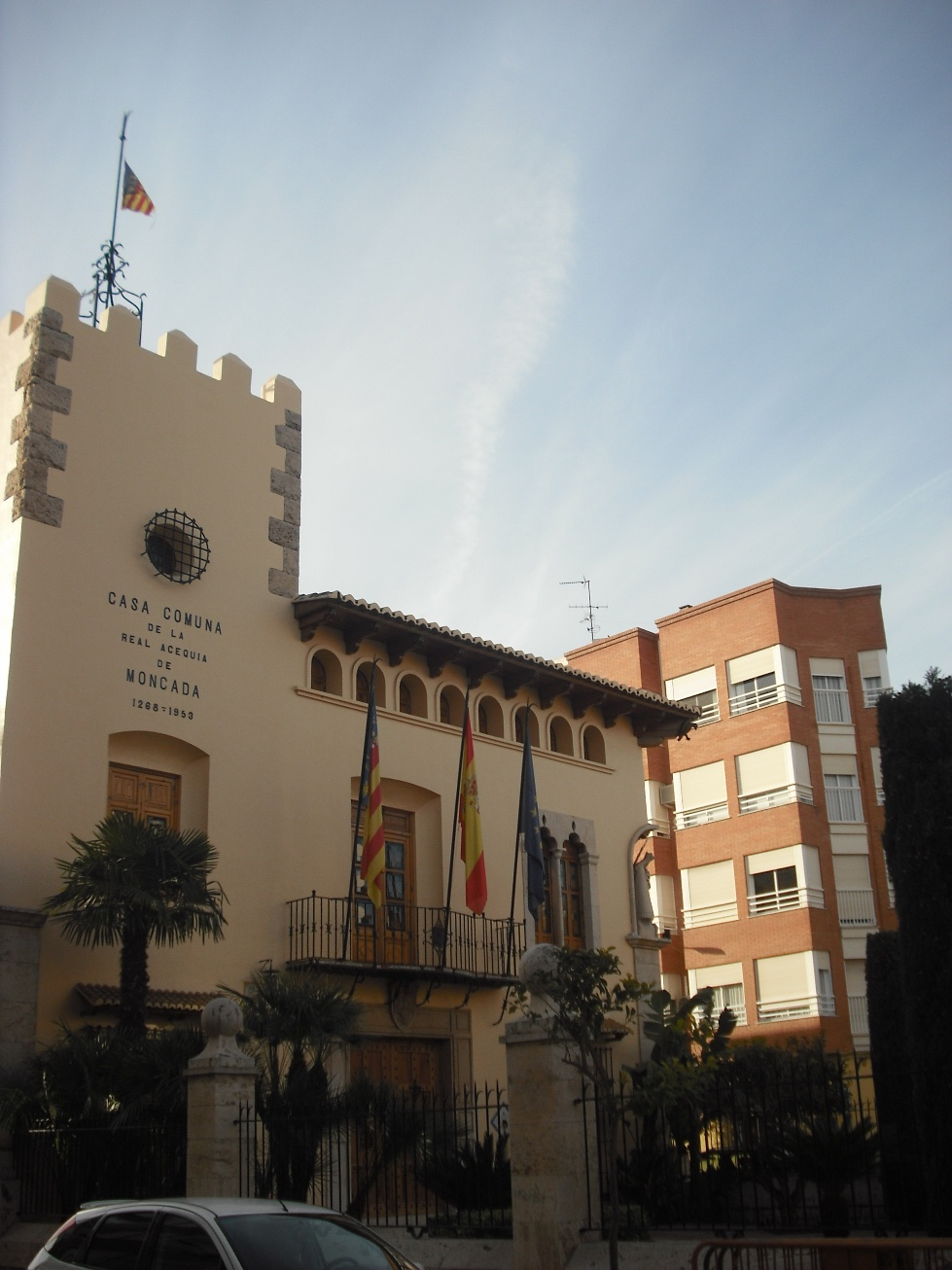
Casa Comuna de la Real Acequia de Moncada, en Moncada.

La Real Acequia de Moncada es uno de los sistemas hidráulicos más antiguos de la Comunidad Valenciana, en el este de España. Sus orígenes se encuentran en la época musulmana, lo cual implica que tiene una historia de más de ochocientos años, aunque no se sabe exactamente la fecha en que fue construida ni en qué condiciones. Se ha hablado de los tiempos del Califato de Córdoba, o de la época del despegue de la ciudad de Valencia, en la llamada época de los reinos de Taifas en el siglo XI, pero lo cierto es que no existe documentación tan antigua ni, por ahora, los historiadores han encontrado referencias exactas. Tampoco parece fácil que una excavación arqueológica arroje más luz sobre el particular, y, en consecuencia, la historia de la acequia de Moncada durante la Valencia musulmana sigue siendo en buen parte un misterio.
- El nacimiento del canal de la acequia de Moncada, deriva el agua del río Turia por su margen izquierda mediante un azud en el término de Paterna, a la altura del kilómetro 281`5 del río, justo a unos 300 m aguas abajo de la E.T.A.P. José Rodrigo Botet de suministro a la ciudad de Valencia y parte de su Área Metropolitana.
- Tiene una longitud aproximada de 32,8 kilómetros hasta su desembocadura en el barranco del Arif entre Puzol y Sagunto. Sin embargo, un brazal parte del sifón de este barranco y continua en dirección norte, hasta terminar definitivamente, después de dar riego a diversas huertas, desembocando en el mar al sur de Puerto de Sagunto, en las proximidades de los antiguos Altos Hornos.
- Riega una superficie de 6.343 ha.
- El caudal de diseño del canal podía permitir el paso de hasta 6 metros cúbicos por segundo, aunque las condiciones actuales de limpieza no son las adecuadas y apenas pueden circulas unos 4,5 como máximo. El caudal habitual está comprendido entre 2 y 3, pues no es necesaria más agua para los regadíos actuales.

Desde siempre, la fuerza de sus aguas ha sido utilizada para el movimiento de diversos molinos a lo largo de su trazado, principalmente en las proximidades de Paterna. Es una lástima que la conservación de este Patrimonio Histórico no se haya conducido, siendo destruido uno de ellos en 2007 por un incendio antes de que fuera restaurado. A partir de este punto, sus aguas son utilizadas para el riego de huerta y arbolados, aunque la presión urbanística va reduciendo paulatinamente los terrenos de regadío, en favor de las áreas urbanas.
fauna de la acequia
En la R. A. M. se puede observar anguilas providentes de su nacimiento.
En la época de los 70 los ejemplares eran abundantes pero cuando los fertilizantes y desagües afectaron a la acequia desaparecieron prácticamente.
En la actualidad, por la conciencia de los agricultores con verter aguas residuales las anguilas están volviendo.